# Granada (Landes)
Granada d'Ador (en francès Grenade-sur-l'Adour) és un municipi francès situat al departament de les Landes i a la regió de la Nova Aquitània.

## Demografia
| 1962                                       | 1968  | 1975  | 1982  | 1990  | 1999  | 2007  |
| ------------------------------------------ | ----- | ----- | ----- | ----- | ----- | ----- |
| 1.369                                      | 2.046 | 2.006 | 2.129 | 2.187 | 2.226 | 2.445 |
| Des de 1962: població sense dobles comptes |       |       |       |       |       |       |

## Administració
| Període | Identitat       | Partit          |
| ------- | --------------- | --------------- |
| 1989-   | Pierre Dufourcq | UDF, després NC |

## Agermanaments
- Hésingue